# شاكر علي داد ميرزا
شاكر علي داد ميرزا هو لاعب كرة قدم عراقي سابق. مثل المنتخب العراقي لكرة القدم عامي 1977-1978.
وهو والد اللاعب سلام شاكر.